# Theophil Eicher
Theophil Eicher (* 20. August 1932 in Heidelberg; † 21. Oktober 2016 in Saarbrücken) war ein deutscher Chemiker und Hochschulprofessor.
Eicher studierte Chemie an der Universität Heidelberg und wurde dort 1960 auch promoviert. Sein Doktorvater war der spätere Nobelpreisträger Georg Wittig. Danach setzte er seine Studien an der Columbia University, New York bei Ronald Breslow fort. Er habilitierte sich 1967 an der Universität Würzburg  bei Siegfried Hünig mit dem Thema „Zur Reaktionsweise von 1,2-Diaryl-3-ethoxycyclopropenyliumkationen“. Eicher wurde 1973 Extraordinarius und erhielt 1974 einen Ruf als HS-3-Professor auf einen Lehrstuhl für Organische Chemie an der Universität Hamburg. Von 1976 bis 1982 war er C4-Professor für Organische Chemie an der Universität Dortmund. Von 1982 bis zu seiner Emeritierung im Jahr 2000 war er Ordinarius für Organische Chemie an der Universität des Saarlandes.

## Arbeitsgebiete
Seine Themen waren die Präparative Chemie der Cyclopropenone und Triafulvene, insbesondere deren Einsatz als C3-Bausteine zur Synthese von carbocyklischen und heterocyclischen Systemen; die Naturstoff- und Wirkstoffsynthese, mit Schwerpunkt Synthese von Bryophyten-Inhaltsstoffen und deren Mimetika und die Anwendung und Entwicklung stereoselektiver Synthesemethoden.

## Werke
- Reaktionen und Synthesen (mit L. F. Tietze, 1991)
- Chemie und Pharmazie für Naturwissenschaftler (mit Dieter Hänssgen, 1997)
- The Chemistry of Heterocycles (mit S. Hauptmann und A. Speicher, 2003) (deutsche Ausgabe: Theophil Eicher, Siegfried Hauptmann: Chemie der Heterocyclen. Thieme, Stuttgart 1994, ISBN 3-13-135401-1.)
- Reactions and Synthesis (mit L. F. Tietze, U. Diederichsen und A. Speicher, 2007)